# Tetraria crinifolia
Tetraria crinifolia är en halvgräsart som först beskrevs av Christian Gottfried Daniel Nees von Esenbeck, och fick sitt nu gällande namn av Charles Baron Clarke. Tetraria crinifolia ingår i släktet Tetraria och familjen halvgräs. Inga underarter finns listade i Catalogue of Life.